# Алжирська пустеля

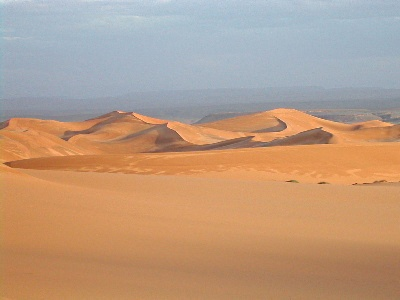
Дюни Алжирської пустелі

Алжирська пустеля (араб. الصحراء الجزائرية) — пустеля, що розташована на півночі Африки, і є частиною пустелі Сахара. Займає 80 % території Алжиру.
Площа Алжирської пустелі — 3 500 000 км². На півночі, починаючи із Сахарського Атласу, має вигляд кам'янистої пустелі. На півдні вона перетворюється на піщану пустелю з високими дюнами. У південно-західній частині знаходиться гірський хребет Тассілі-н'Адджер. Ця область є предметом великого археологічного інтересу і була внесена до «Списку всесвітньої спадщини» ЮНЕСКО в 1982 році.
Регіон відомий своєю сильною сухістю й екстремальними температурами. Денні температури сягають, зазвичай, 46—50 °C (Найвища температура зареєстрована в Айн-Салах становила 50,6 °C) протягом найспекотнішого періоду року в більшій частині пустелі. Міста і населені пункти, такі як Уаргла, Тугурт, Бені Аббес, Адрар, Айн-Салах є одними з найспекотніших місць на планеті влітку. Середньорічна кількість опадів нижче 100 мм (3,93 дюйма) в північній частині, але в центрі й південній частині менше, ніж на 50 мм (1,96 дюйма). Це одне з найпосушливіших місць на Землі.
Віддавна в пустелі мешкають кочові племена і на її околицях живе понад 2,5 млн жителів. Більшість кочівників мандрують між оазами, що забезпечують достатню кількість води для них і їхньої худоби.